# Lingue nguni
Le lingue nguni sono un sottogruppo di lingue bantu dell'Africa meridionale.

## Classificazione
Le lingue nguni vengono classificate all'interno del gruppo delle lingue bantu S (insieme con il venda, le lingue sotho-tswana, le lingue shona, le lingue chopi e le lingue tswa-ronga) con il codice S.40.
Tradizionalmente, vengono inoltre identificati due sottogruppi delle lingue nguni: le lingue tekela e le lingue zunda; la distinzione è basata sulla sostituzione di alcune consonanti coronali (tipicamente la t e la z) fra le varie lingue. Ad esempio, la lingua swati viene anche chiamata swazi.
Le lingue nguni sono caratterizzate da elevata mutua comprensibilità, tanto che si configurerebbero come un grande continuum dialettale.

## Distribuzione geografica

Diffusione delle lingue nguni in Sudafrica. Colori più scuri indicano percentuali crescenti di parlanti madrelingua.

In totale, le lingue nguni vengono parlate da circa 22 milioni di persone come prime lingue; i parlanti sono per l'assoluta maggioranza stanziati nella Repubblica Sudafricana, anche se consistenti gruppi di parlanti sono residenti nei limitrofi stati del Mozambico, Zimbabwe, Botswana, Lesotho, eSwatini (noto fino al 2018 come Swaziland) e Malawi. Le lingue nguni hanno status di ufficialità in Sudafrica e in eSwatini (ex Swaziland).
Le lingue comprese all'interno del gruppo sono:
- zulu (isizulu), parlata da più di 10 milioni di persone per l'assoluta prevalenza stanziate nella provincia del KwaZulu-Natal. È la lingua più importante del gruppo, parlata da oltre 10 milioni di persone come prima lingua e da oltre 15 come seconda, che funge in alcune aree da lingua franca e ha dato origine ad alcuni pidgin come il fanagalo;[3]
- xhosa (isixhosa), parlata da circa 8 milioni di persone prevalentemente della provincia del Capo orientale e nella zona di Città del Capo e Johannesburg;[4]
- swati (siswati), o swazi, parlato da circa 2 milioni di persone in Sudafrica (provincia di Mpumalanga) e nello stato di eSwatini;[5]
- ndebele del nord (sindebele), o tabele, simile allo zulu, parlata da circa 1,6 milioni di persone nel territorio dello Zimbabwe; è una delle principali lingue del paese, insieme allo shona.[6]

La lingua ndebele del sud, conosciuta anche come nzundza o ndebele del Transvaal, parlata in Sudafrica da circa 640.000 persone, viene talvolta classificata all'interno delle lingue nguni, anche se altre classificazioni la collocano nel gruppo delle lingue sotho-tswana.

## Fonologia
Una caratteristica peculiare delle lingue nguni, pressoché uniche nel panorama delle lingue bantu, è la presenza di numerosi suoni avulsivi, le cosiddette consonanti clic, derivanti da lunghissimi contatti con le popolazioni khoisan (le cui lingue sono ricchissime di questi suoni) stanziate nella regione del Capo precedentemente all'arrivo dei bantu da nord.
La maggiore frequenza di questi insoliti fonemi si ha in xhosa e zulu, mentre sono meno presenti in ndebele e swati. La vicinanza geografica alle aree di diffusione delle lingue nguni ha fatto sì che questi suoni venissero adottati anche in altre lingue non del gruppo, come lo tsonga e alcune lingue sotho-tswana, dove comunque restano una presenza rara e trascurabile.

## Sistema di scrittura
Tutte le lingue nguni hanno standard ufficiali di scrittura, basati sull'alfabeto latino.

## Esempi
Le lingue nguni hanno un elevato grado di mutua comprensibilità.
Per esempio:
Mi piace la tua casa nuova
Ngithanda ikhaya elisha lakho (zulu) Ndithanda ikhaya elitsha lakho (xhosa)
Non parlo l'inglese bene
Angikhulumi isiNgisi kahle (zulu) Andithethi isiNgesi kakuhle (xhosa)